# Marià Pidelaserra i Brias
Marià Pidelaserra i Brias, né à Barcelone en 1877 et mort dans la même ville le 7 octobre 1946, est un l'un des représentants majeurs de l'impressionnisme en Catalogne.

## Biographie
Issu d'une famille de la bourgeoisie catalane du quartier barcelonais de Sants, proche du peintre Simó Gómez, il intègre l'école l'École de la Llotja.
Il se lie avec les artistes catalans de l'époque, comme Isidre Nonell, Ricard Canals, Pere Ysern i Alié, Adrià Gual et Josep Maria Sert. La période est alors dévolue à l'impressionnisme d'avant-garde de Vincent van Gogh et de Paul Gauguin. Il rejoint la scène artistique de Paris entre 1899 et 1901. Dès son retour en Catalogne, il expose à la Sala Parés de Barcelone, et rencontre le succès, comme à Paris.
Plus tard, son œuvre est inspirée de la catastrophe de la guerre d'Espagne.

## Galerie

Œuvres  au musée national d'Art de Catalogne
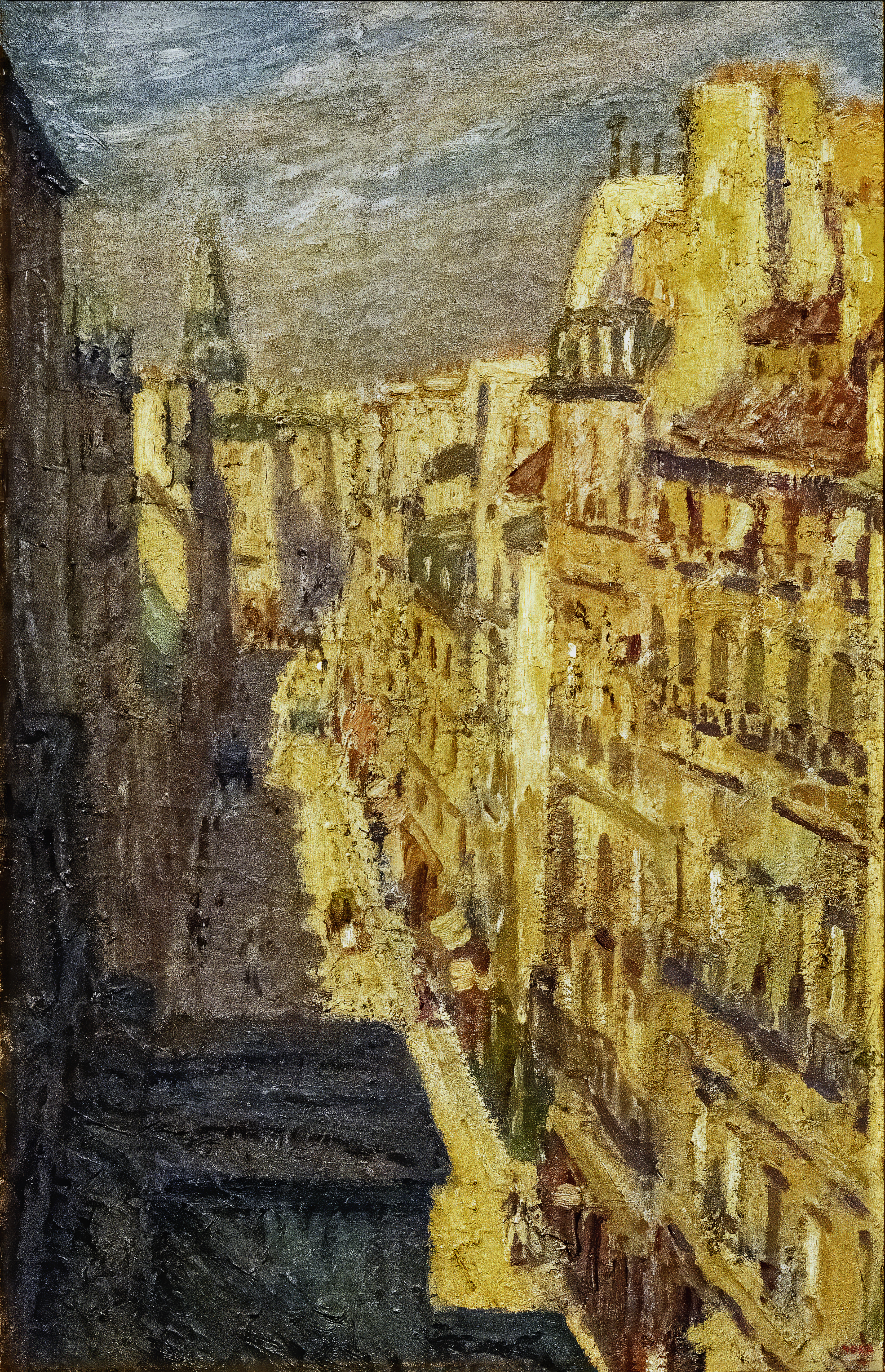
Rue de Paris (soleil d'hiver) (1900).
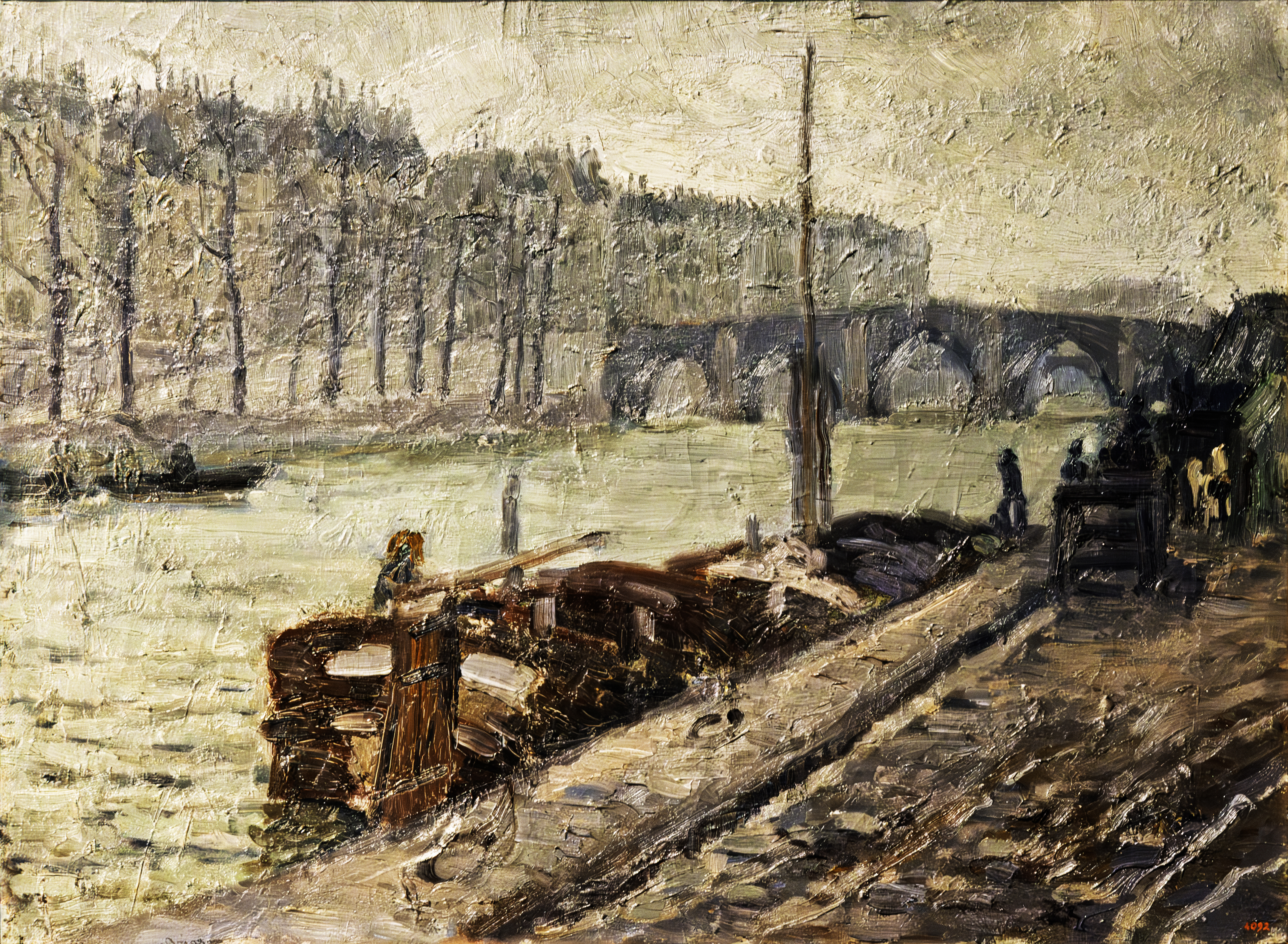
La Seine dans un jour gris (1900-1901).
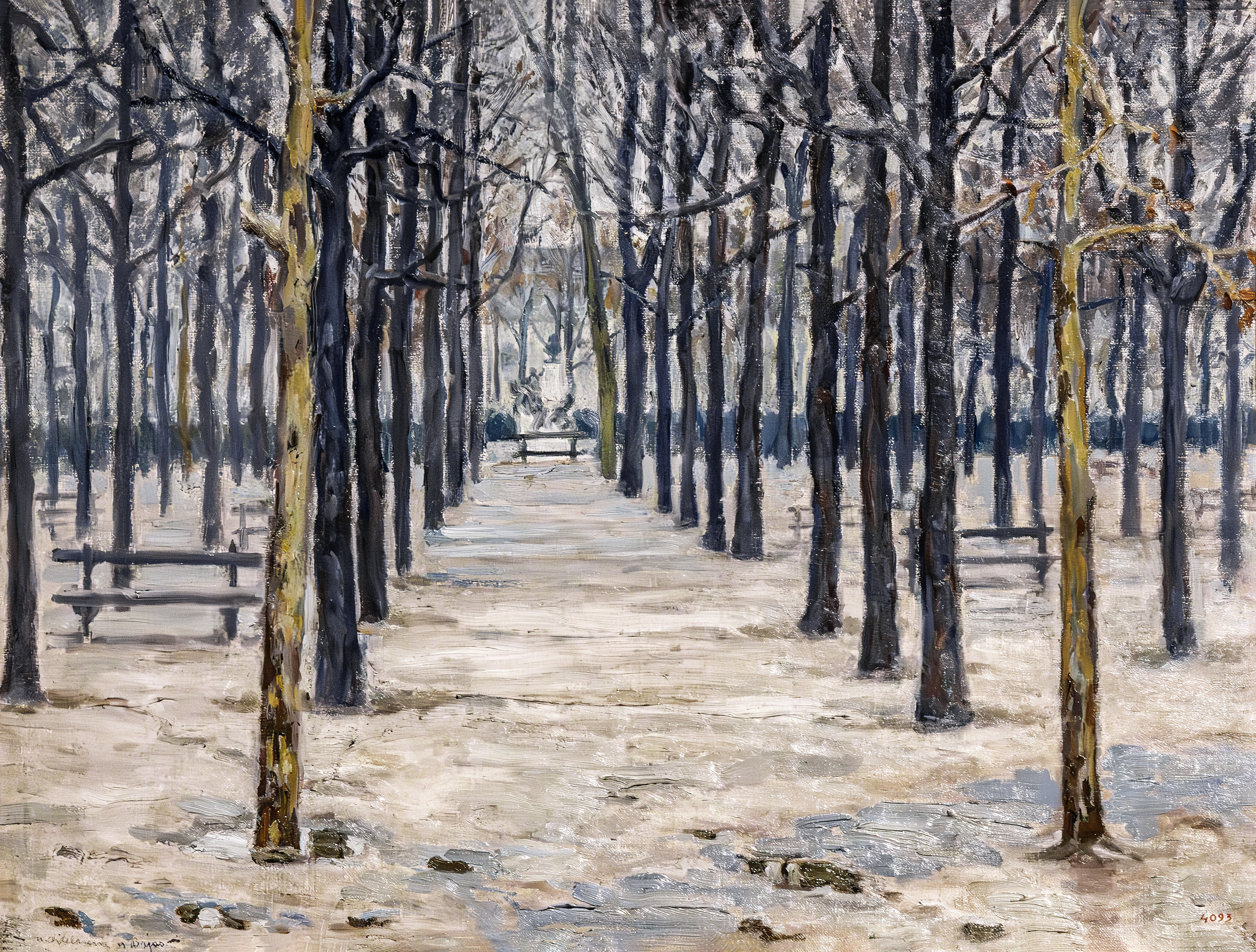
Un jour d'hiver au Jardin du Luxembourg.